# Jeden pas, jedna droga
     Kraje, które podpisały dokumenty współpracy
     Chińska Republika Ludowa

Kraje, które podpisały dokumenty współpracy
Chińska Republika Ludowa

Jeden pas, jedna droga, także Pas i Szlak (ang. One Belt, One Road; chiń. 一带一路; pinyin Yídài yílù) lub Inicjatywa Pasa i Szlaku (ang. Belt and Road Initiative) – współczesna inicjatywa władz Chińskiej Republiki Ludowej mająca na celu reaktywację Jedwabnego Szlaku. Została przedstawiona jako strategiczny projekt ekonomiczny i inicjatywa polityczna przez przewodniczącego Xi Jinpinga w 2013 roku.
Inicjatywa ma polegać na rozbudowie sieci infrastruktury łączącej Chiny, kraje Azji Środkowej, Bliskiego Wschodu, Afryki i Europy, i stwarza szczególnie korzystne możliwości współpracy w zakresie projektów o charakterze infrastrukturalnym oraz finansowych.
Jeden z głównych korytarzy łączących Chiny z Europą Zachodnią jest Korytarz Północny, który wiedzie przez Rosję, Białoruś i Polskę. Miejscem styku (punktem przeładunkowym, gdzie odbywa się kontrola celno-graniczna) jest terminal przeładunkowy w Małaszewiczach. Innym korytarzem transportowym, przebiegającym przez Polskę jest Korytarz Środkowy.
Towary przewożone w ekspresach kontenerowych (początkowo jeden pociąg w tygodniu, obecnie kilka dziennie) po przeładunku trafiają do państw Europy Zachodniej.
Samo istnienie korytarza transportowego znacznie skróciło czas oczekiwania na przesyłki z Chin, ale z uwagi na dysproporcje pomiędzy np. polskim importem a eksportem (ponad 12 razy) szlak nie jest wykorzystywany w 100%.
W ramach projektu Chiny zaoferują wybranym państwom swoją technologię i wiedzę oraz ludzi. Plan zakłada też niskoprocentowe pożyczki na poprawę i rozwój infrastruktury kolejowej. 
Wolumen przeładunku transportów koleją (w TEU) od 2014 do 2018 roku wzrósł ponad 10-krotnie na trasie Chiny–Europa. 90% z tych ładunków jest przeładowywanych w Polsce. Jednak pociągi dojeżdżają docelowo nawet do Holandii.